# Frank Dittrich
Frank Dittrich (* 23. Dezember 1967 in Leipzig) ist ein ehemaliger deutscher Eisschnellläufer.
Er nahm von 1992 bis 2002 an vier Olympischen Winterspielen teil. Seine besten Platzierungen waren ein vierter Rang über 5000 Meter 1992 in Albertville, ein sechster und achter Platz über 10.000 bzw. 5000 Meter 1994 in Lillehammer (Vikingskipet) und ein fünfter und sechster Platz über 5000 bzw. 10.000 Meter in Nagano 1998.
Bei Weltmeisterschaften war Dittrich erfolgreicher und konnte über 5000 und 10.000 Meter 5 Einzelmedaillen gewinnen. Außerdem gewann er bei den Allround-Weltmeisterschaften 1997 die Bronzemedaille. Insgesamt erkämpfte er bei Weltmeisterschaften 15 Medaillen.
2002 gewann er in Den Haag einen Weltcup über 10.000 Meter und wurde 1999 und 2000 jeweils Dritter im Gesamtweltcup auf den Langstrecken. Bei den Europameisterschaften 2000 und 2002 gewann er die 10.000 Meter. Er war 13-mal Deutscher Meister und stellte insgesamt 19 deutsche Rekorde auf.
Seit 2004 arbeitet Frank Dittrich bei der Deutschen Kreditbank AG (DKB) im Sportmarketing und ist seit 2006 Marketingreferent der Deutschen Eisschnelllauf-Gemeinschaft. 2010 war er für Eurosport als Co-Kommentator bei den Olympischen Eisschnelllaufwettbewerben in Vancouver am Mikrophon dabei.

## Eisschnelllauf-Weltcup-Platzierungen
| Platzierung    | 100 m | 500 m | 1000 m | 1500 m | 5000 m | 10.000 m | Massenstart | Team |
| -------------- | ----- | ----- | ------ | ------ | ------ | -------- | ----------- | ---- |
| 1. Platz       |       |       |        |        |        | 1        |             |      |
| 2. Platz       |       |       |        |        | 3      |          |             |      |
| 3. Platz       |       |       |        |        | 2      | 4        |             |      |
| 4. – 10. Platz |       |       |        |        | 41     | 8        |             |      |